# Pentir
Pentir est un village et une communauté du Gwynedd, au pays de Galles.

## Géographie
Pentir est situé dans le nord du Gwynedd, à 6 km au sud du centre-ville de Bangor. La communauté de Pentir comprend aussi les villages de Caerhun (cy) et Glasinfryn (en), ainsi que le quartier de Penrhosgarnedd (cy), une banlieue de Bangor.

## Démographie
Au recensement de 2011, la communauté de Pentir comptait 2 450 habitants.